# Cristiano Rodrigues de Souza Moraes
Cristiano Rodrigues de Souza Moraes (Goiás 17 de janeiro de 1863— Goiás, 2 de março de 1941) foi um político de Goiás que serviu como deputado estadual.  

## Biografia
Cristiano Rodrigues de Souza Moraes nasceu na influente família Rodrigues de moraes, seu pai sendo João Rodrigues de Moraes, irmão de Teodoro Rodrigues de Morais. Tinha como primos Jerônimo Rodrigues de Moraes Jardim, Jerônimo Rodrigues de Souza Moraes e Francisco de Assis Moraes e seus outros irmãos. Se formou jovem em Primeiras Letras.

### Carreira política
Em 1898 foi eleito como deputado estadual de Goiás, cargo que ocupou até 1904. Durante este período ele foi 3º Secretário da mesa diretora dos deputados estaduais de Goiás durante a 3ª  legislatura, durante 1898 a 1900, e também foi o 2º secretário durante essa mesma legislatura entre 1900 a 1901. Durante a 4ª legislatura Cristiano serviu como 1º Vice-presidente da Câmara dos deputados de Goiás durante 1901 a 1904.